# Linia kolejowa nr 571
Linia kolejowa nr 571 – magistralna, zelektryfikowana, jednotorowa linia kolejowa znaczenia państwowego łącząca posterunek odgałęźny Czarnca z posterunkiem odgałęźnym Knapówka.
Stanowi ona łącznicę między linią kolejową Kielce Główne – Fosowskie a Centralną Magistralą Kolejową i umożliwia przejazd pociągów z/do Śląska w/z kierunku Kielc.
Pierwotnie linia miała posiadać dwa tory - jeden z jej torów miał być budowany bezkolizyjnie i przechodzić nad ww. liniami kolejowymi 61 i 4 do Knapówki, jednak najpewniej ze względu na sytuację ekonomiczną PRL toru tego nie ukończono. 